# 国立アートリサーチセンター
国立アートリサーチセンター（こくりつアートリサーチセンター, National Center for Art Research）とは、独立行政法人国立美術館が2023年3月28日に設立した機関である。アート振興を持続的・国際的に展開することを目的として設立された。

## 沿革
2023年3月8日、独立行政法人国立美術館は、国立アートリサーチセンターを同年3月28日に設立すると発表。大きく変動する現代社会において、アート振興を持続的・国際的に展開するための総合的な拠点となることを目指すことを謳った。そして同日に国立美術館の本部内に国立アートリサーチセンターが設立され、センター長として森美術館館長の片岡真実が就任。東京都千代田区九段北にオフィスが設置された。
国立アートリサーチセンターは、文化庁の事業をいくつか引き継いだ。具体的には、2010年度から文化庁が構築していたマンガ・アニメーション・ゲーム・メディアアートの作品情報や所蔵情報に関するデータベース「メディア芸術データベース」や、文化庁が2018年から実施していた、日本の現代アートを振興するための「アートプラットフォーム事業」が引き継がれた。
2024年1月31日に国立アートリサーチセンターは、メディア芸術データベースの正式版を公開。また、2024年3月6日には、近現代の日本のアーティストに関するオンライン事典「日本アーティスト事典」の正式版を「アートプラットフォームジャパン」上で公開した。

## 活動内容
センターが手掛ける事業は、美術館コレクションの活用促進、情報資源の集約・発信、海外への発信・国際ネットワークの構築、ラーニングプログラムの拡充、社会連携の促進の5分野とされる。具体的には、リサーチガイドや合理的配慮に関するハンドブックの作成、シンポジウムの開催などが挙げられる。

## 評価
『日本経済新聞』編集委員の鈴木哲也は2023年の記事で「このままでは日本は埋没しかねない状況にある。国立美術館を軸にしたアート振興に向けて誕生した「国立アートリサーチセンター」には、国としての文化戦略を立て直す役割が求められる」と評している。また『美術手帖』編集部は、片岡真実センター長の人事について「かつてCIMAM（国際美術館会議）でも会長を務めるなど、海外との強いコネクションを持つことを考えると、適切な人事と言えるだろう。」と述べつつ、センターについて「文化庁の予算は1000億円程度で推移を続けており、先進諸国のなかでは低い水準にあることも事実だ。今回の国立アートリサーチセンターは、国立館のみならず、幅広く山積する課題解決への糸口となるとともに、アート振興の重要性を国に訴え、予算増大へとつながる第1歩となることが期待される」と指摘した。